# Greatest Hits (Lighthouse Family)
Greatest Hits è un album di raccolta del duo musicale britannico Lighthouse Family, pubblicato nel 2002.

## Tracce
1. Lifted (7" Version)
2. Ocean Drive (7" Radio Mix)
3. High (Full-Length Version)
4. Raincloud (7" Mix)
5. Lost in Space
6. Loving Every Minute (Album Version)
7. (I Wish I Knew How It Would Feel to Be) Free / One (Album Version)
8. Question of Faith (7" Mix)
9. Ain't No Sunshine (Album Version)
10. Goodbye Heartbreak (Album Version)
11. Run (Album Version)
12. Postcard from Heaven (7" Mix)
13. Happy (Album Version)
14. I Could Have Loved You (Album Version)
15. Absolutely Everything (Album Version)
16. Lifted (Linslee Mix)
17. End of the Sky (Phil Bodger Mix)